# باروخ مارزل
باروخ مائير مارزل (بالعبرية: ברוך מאיר מרזל)، هو سياسي وناشط يميني إسرائيلي متشدد؛ ولد عام 1960م في بوسطن الأمريكية. هاجر مع والديه إلى إسرائيل حينما كان طفلاً لم يتجاوز 6 أسابيع من عمره وسكن في القدس. مارزل هو يهودي متشدد ويعيش ضمن الجالية اليهودية في الخليل في تل الرميدة «تل رومديا» مع زوجته ولديه تسعة أبناء.
دائمًا ما يُشارك في مسيراتٍ للقوميين المتشددين اليهود في المدن والقرى العربية، وعادةً ما يقوم بالتلويح بالأعلام الإسرائيلية بشكل استفزازي. ويتظاهر ضد الزواج المختلط بين اليهود والعرب وهو ضد إحياء ذكرى النكبة. ويحتفل بأعمال باروخ غولدشتاين منفذ المجزرة في الخليل؛ التي راح ضيحتها 29 مصليًا فلسطينيًا في المسجد الإبراهيمي عام 1994م.
تم اعتقاله عشرات المرات؛ سجله الجنائي يشمل هجمات عنيفة ضد الفلسطينيين في إسرائيل. أُعتقل لأول مرة عندما بلغ 14 من عمره، وتمت إدانته لأول مرة بعدها بثلاثة سنوات. وصلت عدد الشكاوى ضده 40 شكوى قبل بلوغه سن 30. بعد إنهاء دراسته في المعهد الديني «ميركاز هراف» وهي مدرسة قومية دينية من التيار السائد؛ خدم في الجيش الإسرائيلي وشارك في حرب لبنان عام 1982م.